# Грос-Умщат
Грос-Умщат (на немски: Groß-Umstadt) е град в район Дармщат-Дибург в Хесен, Германия с 20 821 жители (към 31 декември 2015).